# دزوینو
دزوینو (به لاتین: Dziwnów) یک شهر و گمینا در لهستان است که در گمینا جونوو واقع شده‌است. دزوینو ۴٫۹۳ کیلومتر مربع مساحت و ۲٬۹۲۳ نفر جمعیت دارد.

## خواهرخوانده
شهر ورنویشن خواهرخواندهٔ دزوینو هست.